# Untergewicht
Als Untergewicht wird ein Körpergewicht bei einem Body-Mass-Index (BMI) von unter 18,5 kg/m² bezeichnet. Bei Kindern ist eine Bewertung anhand des BMI nur bedingt geeignet, hier müssen altersabhängige Referenzwerte oder das Längensollgewicht herangezogen werden. Ein Längensollgewicht unter 90 % ist für untergewichtige Kinder kennzeichnend. Vor allem Kinder in Entwicklungsländern zeigen Untergewicht.
Ursachen für Untergewicht sind Unterernährung, Magersucht (Anorexia nervosa) und schwerwiegende oder chronische Krankheiten. Bei deutlicher Abmagerung spricht man von Inanition, bei schwerwiegenden Krankheitsbildern von Kachexie.

## Symptome und Beschwerden
Untergewicht ist durch einen Schwund des Fettgewebes und teilweise auch des Muskelgewebes gekennzeichnet. Die ständige Unterernährung schwächt den Körper und führt zu einem Mangel an lebenswichtigen Nährstoffen wie Vitaminen und Mineralstoffen. Es können sich Hungerödeme bilden. Außerdem klagen Untergewichtige häufig über eine eingeschränkte Leistungsfähigkeit, Müdigkeit, verminderte Sehstärke, Schmerzen im Brustkorb, Appetitlosigkeit und Konzentrationsstörungen.
Besonders Kinder sind davon betroffen, denn die ständige Unterversorgung beeinträchtigt das Wachstum und die geistige Entwicklung.

## Folgen und Komplikationen
Andauerndes Untergewicht schwächt den menschlichen Körper, führt zu Mangelerscheinungen und verlangsamt den Stoffwechsel. Im Extremfall kann die Auszehrung zum Tod führen. Bei Kindern ist das Wachstum verlangsamt. Bei Frauen kann die Menstruationsblutung ausbleiben und infolgedessen die Fruchtbarkeit verringert sein.
Untergewicht begünstigt außerdem die Entstehung von Osteoporose, auch bei jüngeren Menschen. Dies ist eine besonders heimtückische Folge, denn die betroffenen Personen spüren nichts davon, sie können sich vollkommen fit fühlen und beispielsweise hervorragende Ausdauersportler sein. Nach dem Auftreten erster spontaner Knochenbrüche sind die Schäden oft bereits nicht mehr heilbar.